# Kobeliarovo
Kobeliarovo (Hongaars: Kisfeketepatak) is een Slowaakse gemeente in de regio Košice, en maakt deel uit van het district Rožňava.
Kobeliarovo telt 466 inwoners.